# Цабларасхеві
Цабларасхеві (груз. წაბლარასხევი) — село в Грузії.
За даними перепису населення 2014 року в селі проживає 89 особа.